# Grace Prendergast
Grace Prendergast, född 30 juni 1992, är en nyzeeländsk roddare.

## Karriär
Prendergast var en del av Nya Zeelands lag som slutade på fjärde plats i åtta med styrman vid olympiska sommarspelen 2016 i Rio de Janeiro.
Vid olympiska sommarspelen 2020 i Tokyo tog Prendergast guld tillsammans med Kerri Gowler i tvåa utan styrman. Hon var även en del av Nya Zeelands lag som tog silver i åtta med styrman.
I september 2022 vid VM i Račice tog Prendergast guld tillsammans med Kerri Williams i tvåa utan styrman.